# Amanhecer Ao Vivo
Amanhecer Ao Vivo é o terceiro álbum ao vivo da cantora e compositora brasileira Paula Fernandes. Foi lançado em 30 de setembro de 2016 pela Universal Music. O álbum contém 16 faixas em CD e 24 em formato DVD, o repertório do disco é baseado no álbum de estúdio de nome homônimo lançado em 2015, com inclusão de alguns sucessos da carreira de Paula e outros sucessos do sertanejo como "Desculpe Mas Eu Vou Chorar" e "Nuvem de Lágrimas".

## Sobre o álbum
Para o show Paula Fernandes resolveu colocar uma temática mais simples mas tecnologia. O cenário é formado por painéis de LED, projetando diversas imagens relacionadas aos três blocos do espetáculo, esses três blocos será dividido entre "Noite", "Madrugada" e "Amanhecer". O projeto foi gravado no Citibank Hall em São Paulo nos dias 15 e 16 de abril de 2016, com a direção de Raoni Carneiro. A canção "Cuidar Mais De Mim" do álbum Meus Encantos fez parte da gravação mas foi descartada na versão final do CD e DVD. 
Participações
O projeto possui participação da cantora Sandy na faixa "Sensações", canção no qual Paula compôs para Sandy cantar após a separação da dupla com seu irmão em 2007, mas Paula não a enviou e gravou no seu primeiro DVD. Outra participação é do cantor espanhol Pablo López na faixa "La Paz De Este Amor" versão em espanhol da canção "A Paz Desse Amor", Pablo não pode vir a gravação por isso sua participação é por holograma nos painéis de LED.
Figurino
Nesse projeto a cantora optou por usar figurinos mais leves. Utilizando três trocas de roupa, uma para cada parte do show (Noite, Madrugada e Amanhecer), assinadas pela marca mineira Skazi. Paula vem com essa proposta para que o figurino se adeque ao formato dessa turnê, que leve um ar simples mas sofisticado, com isso preferiu um visual mais clean e mais leve
| “ | “Assim como muitas músicas vêm com nova roupagem, o figurino, de fato, merecia mudar também. Amei cada detalhe" | ” |

, afirmou a cantora.

## Lista de faixas
| N.º            | Título                                                          | Compositor(es)                                                            | Duração  |  |
| 1.             | "Pronta Pra Você"                                               | Paula Fernandes Gustavo Fagundes                                          | 5:07     |  |
| 2.             | "Não Precisa"                                                   | Victor Chaves                                                             | 3:20     |  |
| 3.             | "Eu Vim Te Ver"                                                 | Fernandes                                                                 | 3:35     |  |
| 4.             | "Depende da Gente"                                              | Fernandes                                                                 | 3:29     |  |
| 5.             | "Cartas no Porão"                                               | Fernandes                                                                 | 3:13     |  |
| 6.             | "Amanhecer"                                                     | Fernandes                                                                 | 4:01     |  |
| 7.             | "Palavra Errada"                                                | Fernandes                                                                 | 4:02     |  |
| 8.             | "Sensações" (Part. Sandy)                                       | Fernandes                                                                 | 4:12     |  |
| 9.             | "Olhos de Céu"                                                  | Fernandes                                                                 | 4:25     |  |
| 10.            | "Desculpe, Mas Eu Vou Chorar"                                   | César Augusto Gabriel                                                     | 3:22     |  |
| 11.            | "Passarela do Amor"                                             | Fernandes Zezé Di Camargo                                                 | 4:12     |  |
| 12.            | "Nuvem de Lágrimas"                                             | Paulo Debetio Paulinho Rezende                                            | 3:11     |  |
| 13.            | "Pra Quem Sabe Sonhar / Esperando na Janela / Espumas ao Vento" | Fernandes Targino Gondim Manuca Almeida Raimundo do Acordeom Accioly Neto | 4:33     |  |
| 14.            | "E Eu?"                                                         | Fernandes                                                                 | 3:40     |  |
| 15.            | "Menino Bonito"                                                 | Fernandes                                                                 | 2:56     |  |
| 16.            | "Piração"                                                       | Fernandes                                                                 | 4:02     |  |
| Duração total: | Duração total:                                                  | Duração total:                                                            | 01:01:20 |  |

| DVD |                                                                 |                                                                           |         |  |
| N.º | Título                                                          | Compositor(es)                                                            | Duração |  |
| 1.  | "Pronta Pra Você"                                               | Paula Fernandes Gustavo Fagundes                                          |         |  |
| 2.  | "Não Precisa"                                                   | Victor Chaves                                                             |         |  |
| 3.  | "Eu Vim Te Ver"                                                 | Fernandes                                                                 |         |  |
| 4.  | "A Paz Desse Amor"                                              | Fernandes                                                                 |         |  |
| 5.  | "Cartas no Porão"                                               | Fernandes                                                                 |         |  |
| 6.  | "Não Fui Eu"                                                    | Fernandes                                                                 |         |  |
| 7.  | "Palavra Errada"                                                | Fernandes                                                                 |         |  |
| 8.  | "Sensações" (Part. Sandy)                                       | Fernandes                                                                 |         |  |
| 9.  | "Olhos de Céu"                                                  | Fernandes                                                                 |         |  |
| 10. | "Passarela do Amor"                                             | Fernandes Zezé Di Camargo                                                 |         |  |
| 11. | "Pedaço de Chão"                                                | Fernandes Chaves                                                          |         |  |
| 12. | "Desculpe, Mas Eu Vou Chorar"                                   | César Augusto Gabriel                                                     |         |  |
| 13. | "Depende da Gente"                                              | Fernandes                                                                 |         |  |
| 14. | "Um Ser Amor / Eu Sem Você"                                     | Fernandes Di Camargo                                                      |         |  |
| 15. | "Nuvem de Lágrimas"                                             | Paulo Debetio Paulinho Rezende                                            |         |  |
| 16. | "Pra Quem Sabe Sonhar / Esperando na Janela / Espumas ao Vento" | Fernandes Targino Gondim Manuca Almeida Raimundo do Acordeom Accioly Neto |         |  |
| 17. | "De Passagem" (Instrumental)                                    | Márcio Monteiro Sérgio Saraiva                                            |         |  |
| 18. | "Amanhecer"                                                     | Fernandes                                                                 |         |  |
| 19. | "Pra Você"                                                      | Fernandes Di Camargo                                                      |         |  |
| 20. | "E Eu?"                                                         | Fernandes                                                                 |         |  |
| 21. | "Menino Bonito"                                                 | Fernandes                                                                 |         |  |
| 22. | "Piração"                                                       | Fernandes                                                                 |         |  |
| 23. | "La Paz De Este Amor" (Part. Pablo López)                       | Fernandes                                                                 |         |  |
| 24. | "Pássaro de Fogo"                                               | Fernandes                                                                 |         |  |

## Desempenho nas tabelas musicais
CD
| Parada musical (2016)                        | Melhor posição |
| -------------------------------------------- | -------------- |
| Brasil (TOP 20 Semanal ABPD)                 | 10             |
| Portugal (Associação Fonográfica Portuguesa) | 15             |

DVD
| Parada musical (2016)        | Melhor posição |
| ---------------------------- | -------------- |
| Brasil (TOP 20 Semanal ABPD) | 5              |